# Angélica Liddell
Catalina Angélica González Cano, más conocida como Angélica Liddell Zoo (Figueras, 2 de octubre de 1966), es una escritora, poeta, directora de escena y actriz española que ha recibido numerosos premios, entre los que destaca el Nacional de Literatura Dramática,  el León de Plata de la Bienal de Teatro de Venecia 2012 y el Premio Leteo 2016.  En 2017 ha sido nombrada Chevalier de l'ordre des Arts et des Lettres por el ministerio de Cultura de la República Francesa. Recientemente ha recibido el prestigioso premio del sindicato de la crítica francesa al mejor espectáculo extranjero estrenado en Francia en 2024, DÄMON, EL FUNERAL DE BERGMAN, obra con la que inauguró el Festival de Aviñón 2024 en La Cour d’Honneur.

## Biografía
Catalina Angélica González Cana nació el 2 de octubre de 1966 en Figueras, Gerona, Cataluña, España, hija de Bonifacio González, militar, y Anastasia Cano. Fue bautizada en la misma pila que el pintor Salvador Dalí y vivió hasta los siete años en su Figueras natal. De niña escribía historias trágicas, una manera de huir de la soledad de hija única que vivía en los cuarteles adonde la llevaba la carrera militar de su padre.
Tomó el apellido Liddell de Alicia Liddell, inspiración del escritor Lewis Carroll para su obra Alicia en el país de las maravillas (1865).
Ingresó en el Conservatorio de Madrid, que abandonaría tras decepcionarse con los profesores y la institución, para después licenciarse en Psicología y Arte Dramático. Como dramaturga, debutó en 1988 con la pieza Greta quiere suicidarse, que le trajo el primer premio de los muchos que después recibiría. En 1993 fundó, con Gumersindo Puche, Atra Bilis, compañía con la que ha montado numerosas obras. También ha escrito narrativa y poesía, así como realizado performances.
En 2010, acudió por primera vez al Festival de Aviñón, adonde llevó dos piezas, El año de Ricardo y La casa de la fuerza, obra esta en la que se autolesionaba con cortes en el cuerpo y con la que ganaría el Premio Nacional de Literatura Dramática en 2012. En Aviñón «fue recibida con el público en pie». Las cinco representaciones que se hicieron de La casa de la fuerza en el Teatro del Odeón de París fueron también recibidas con ovaciones en pie. En 2013, presentó en el Odeón de París, dentro del Festival de Otoño de la capital francesa, El síndrome de Wendy, obra que alcanzó igual éxito. 

## Valoración

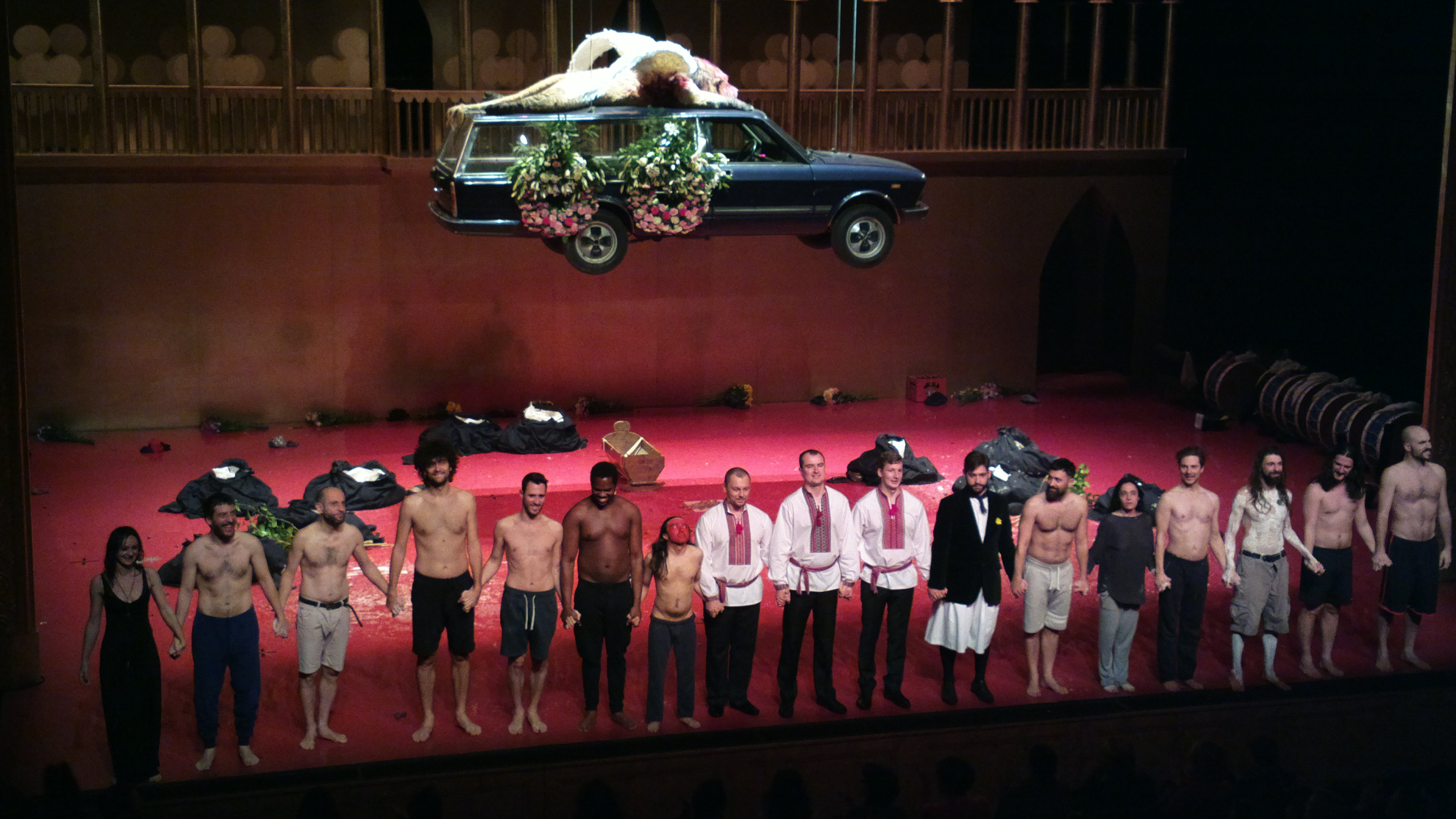
Angélica Liddell: You are my destiny (Lo stupro di Lucrezia), Teatro del Odéon, 2014

Entre los autores teatrales contemporáneos surgidos a partir de los años 1980, Angélica Liddell es uno de los nombres más valorados, como lo demuestran los variados galardones con lo que ha sido premiada. Su teatro, que huye de toda dramaturgia convencional, tiende a mostrar los aspectos más oscuros de la realidad contemporánea: el sexo y la muerte, la violencia y el poder, la locura y el dolor. Los mitos antiguos y modernos son algunos de los temas obsesivos de su escritura.
En el periódico El País, Javier Vallejo afirma que «Angélica Liddell se autorretrata sin pudor, como Frida Kahlo o Charley Toorop. En su página web cuelga periódicamente fotos tomadas en su casa o en habitaciones de hotel donde, vestida, desnuda o disfrazada, transmite soledad, desasosiego y algún relámpago de felicidad repentina» y, a propósito de la representación de Maldito sea el hombre que confía en el hombre, un projet d'alphabétisation (2011), agrega: «Aunque es autora reconocida, Angélica cautiva, sobre todo, por la manera feroz en que defiende sus textos sobre las tablas: de la palabra hace una bayoneta calada. Cuando carga con ella no hay quién se resista. Frágil, menuda, en escena parece San Jorge y el dragón metidos en un solo cuerpo. Produce empatía y espanto».
Sus obras han sido traducidas a más de diez idiomas y llevadas a escena en diversos países de Europa y América. Poe ejemplo, María Dodera ha dirigido Perro muerto en tintorería en base a un texto de Liddell.

## Principios teóricos y estéticos
La dramaturga y directora de escena Angélica Liddell desentraña la relación entre el sacrificio y lo poético en su práctica teatral. Aclara esta relación en una serie de conferencias, desde un punto de vista teórico, en el volumen El sacrificio como acto poético:

En vez de disparar a alguien, escribo.
Es una fortuna, ¿no? En el escenario
puedo asesinar con total libertad. Y también
puedo suicidarme un millón de veces.
Angélica Liddell

### La noción de artista
Para Liddell, arte y vida, escritura y biografía, creación poética y reflexión teórica mantienen nexos a la vez evidentes y complejos. Separar las diferentes formas de expresión elegidas por la dramaturga a lo largo de su recorrido teatral es difícil. 

El dolor es el informe puro.
La única representación posible del dolor es el 
informe puro.
El resto es espectáculo.
Belgrado. Canta lengua el misterio del cuerpo glorioso. Angélica Liddell

### La noción de violencia
La violencia, tan explícita en sus obras, adquiere una dimensión mitológica, porque ahonda en lo más profundo de la condición humana y nos lleva directamente a nuestras pulsiones más innombrables. 

No quiero ser hermoso, quiero ser el hombre más horrendo sobre la tierra, quiero ser el peor, quiero destruirlo todo.
Mateo en El matrimonio Palavrakis

### La noción de sacrificio
En «Abraham y el sacrificio dramático», apartado octavo de su colección de ensayos El sacrificio como acto poético, Liddell hace una reflexión en torno a la figura de Abraham, al que Dios le pide que sacrifique a su hijo Isaac para probar su fe. Abraham, pese a que el mandato es desconcertante, pues supone transgredir las leyes de los hombres e incluso la ley divina puesto que Dios repudia los sacrificios humanos, lleva a su hijo al monte Moriah para entregarlo. En el último momento, aparece un ángel para impedir el sacrificio. Este mito ha tenido multitud de explicaciones teóricas, aunque Liddell destaca la de Kierkegaard:

Solo quien desciende a los infiernos salva a la persona amada, y solo quien empuña el cuchillo conservará a Isaac.
Kierkegaard

El sacrificio es por tanto exceso, bello exceso. Exceso liberador, exceso que pone en evidencia la represión de una sociedad. El sacrificio es un asesinato en suspenso, está por tanto, por encima de la ética.

### La noción de lo sagrado
En «Quiero ser la locura de Dios (El desafío a la razón por parte de lo sagrado. La energía originaria)», apartado undécimo de El sacrificio como acto poético, Liddell reflexiona sobre la distorsión de lo real (razón) a favor de una experiencia delirante (el espíritu). Asociando esta distorsión al estado de enamoramiento, que encuentra su mejor expresión en la poética religiosa (Santa Teresa de Ávila), íntimamente relacionado con la adoración al amado (Dios).

Por tanto, si lo convencional en nuestra sociedad es el sexo liberado, la rebelión llegará desde las cumbres del amor, (soy la esclava del señor), desde la poesía de la sombra y el delirio, no desde la prosa de la convención plana y sin artistas...
El sacrificio como acto poético

### Sobre el teatro
En el fondo, el teatro no existe. Existen las aspiraciones artísticas. O deberían existir. El objetivo es el arte. Y hay que cumplir el objetivo con rabia. Debemos cultivar la rabia siempre. Ir en contra. Protestar mientras nos queden valor y fuerzas para sobrevivir sin dinero. Eso significa desterrar la eficacia y la corrección.
Angélica Liddell

## Puestas en escena
- El jardín de las Mandrágoras, 1991; estrenada el 27 de mayo de 1993, en la sala Ensayo 100 de Madrid bajo la dirección de Liddell[9]
- Dolorosa, 1994
- Frankenstein, estrenada el 8 de enero de 1998 en la Sala Cuarta Pared de Madrid[10]
- La falsa suicida, estrenada el 7 de enero de 2000, en la Sala Cuarta Pared de Madrid[11]
- El matrimonio Palavrakis, 2001
- Once upon a time in West Asphixia, 2002
- Hysteria Passio, 2003
- "Lesiones Incompatibles con la vida", 2003
- Y los peces salieron a combatir contra los hombres, 2003
- Y cómo no se pudrió Blancanieves, 2005
- El año de Ricardo, 2005
- Boxeo para células y planetas, 2006
- Perro muerto en tintorería: los fuertes, 2007
- "Broken blossoms", 2007
- Yo no soy bonita, 2007
- Anfaegtelse, 2008
- Te haré invencible con mi derrota, 2009
- “VENECIA” 2009 . Estrenada en Las Nits Salvatges. Barcelona
- La casa de la fuerza, 2009
- Maldito sea el hombre que confía en el hombre: Un proyecto de alfabetización, 2011, espectáculo coproducido por los Festivales de Otoño y de Aviñón. Es la primera pieza de su trilogía dedicada a China[12]
- Ping Pang Qiu, 2.ª pieza de la trilogía china,[12] 2012[13]
- "San Jerónimo", 2012
- Todo el cielo sobre la tierra (el síndrome de Wendy), 3.ª pieza de la trilogía china, 2013[12]
- ”Gloria in excelsis”, 2014, dentro del Festival de Asti (Italia)
- Tandy, 2014, del Ciclo de las resurrecciones.
- You are my destiny (Lo stupro di Lucrezia), 2014, del Ciclo de las resurrecciones.
- "Primera carta de San Pablo a los corintios", 2015 del Ciclo de las resurrecciones.
- "Esta breve tragedia de la carne", 2015 de la Trilogía del infinito
- "Misteri e fuoco sulla via Francigena", 2015
- "El orgullo de la nada", 2016
- "¿Qué haré yo con esta espada?", 2016 de la Trilogía del infinito
- "El Decameron", dentro de la Biennale de Venezia, 2016
- "Toter hund in der chemischen reiningung: die starken" ( con la compañía Schaubuhne de Berlín), 2017
- "Génesis 6, 6-7", 2017 de la Trilogía del infinito
- Esta breve tragedia de la carne (This Brief Tragedy of the Flesh), 2018. Alexander Kasser Theater (Nueva Jersey, NJ - EE. UU.)[14]
- The Scarlett Letter, 2018
- ”La historia de la locura de Foucault”, L’ecole de Maitres, 2019
- Una costilla sobre la mesa: madre, 2019
- Una costilla sobre la mesa: padre, 2019
- Liebestod. El olor a sangre no se me quita de los ojos. Juan Belmonte, 2021
- Terebrante, 2021
- Caridad. Una aproximación a la pena de muerte dividida en 9 capítulos, 2022
- Vudú (3318) Blixen. Festival de Teatro Temporada Alta Girona, 2023.
- DÄMON El funeral de Bergman. Festival de Aviñón, 2024[15]

## Obras publicadas

### 
- Leda, 1992
- Haemorroísa, revista Ophelia, 2002
- Lesiones incompatibles con la vida, Editorial Dúplex, 2003
- Tríptico de la aflicción, revista Acotaciones, 2004, de la Real Escuela Superior de Arte Dramático,[16] Editorial Artezblai, 2005, contienen El matrimonio Palavrakis, Once upon a time in West asphixia o hijos mirando al infierno, Hysterica Passio, y Lesiones incompatibles con la vida.
- Mi relación con la comida, Sociedad General de Autores, 2005
- El año de Ricardo, Caja España, 2006
- Trilogía. Actos de resistencia contra la muerte, Editorial Artezblai, 2007; contiene Y los peces salieron a combatir contra los hombres, Y como no se pudrió... Blancanieves y El año de Ricardo
- Belgrado. Canta lengua el misterio del cuerpo glorioso, Artezblai, 2008
- La desobediencia, hágase en mi vientre, Pliegos de teatro y danza N.º 26, Aflera Producciones, S.L, 2008. Incluye cinco textos escritos entre 2003 y 2008:
- Lesiones incompatibles con la vida (2003), Broken Blossoms (2004), Yo no soy bonita (2005), Enero (2006-2008) y Ni siquiera el fuego goza de salud (2007-2008)
- Perro muerto en tintorería: los fuertes; Caos Editorial, 2009
- Dead Dog at Dry Cleaners: The Strong; traducción de Simon Breden; Caos Editorial, 2009
- Perro muerto en tintorería, en Denis Diderot El sobrino de Rameau; Nórdica, 2008
- Frankenstein y la historia es la domadora del sufrimiento, Eugenio Cano editor, 2009
- Monólogo necesario para la extinción de Nubila Wahlheim y extinción, Artezblai, 2009
- La casa de la fuerza. Te haré invencible con mi derrota. Anfaegtelse, Ediciones La Uña Rota, 2011
- Le jour que je suis tombée amourense de la voix de Pascal Rambert. Antes de los 13 ya habré leído a Wittgenstein, editorial Dramangular, 2011
- Tríptico de la aflicción. Lesiones incompatibles con la vida, Artezblai, 2011
- Maldito sea el hombre que confía en el hombre, un projet d'alphabétisation, Artezblai, 2011
- El centro del mundo, Ediciones la Uña Rota, 2014
- Ciclo de las resurrecciones, Ediciones La Uña Rota, 2015
- "El sacrificio como acto poético", Ediciones Contintametienes, 2014
- "Via Lucis", Ediciones Contintametienes 2015
- ¿Qué haré yo con esta espada?, Ediciones La Uña Rota , 2016
- Trilogía del Infinito, Ediciones La Uña Rota, 2016
- Una costilla sobre la mesa, La Uña Rota
- Dicen que Nevers es más triste, La Uña Rota
- Guerra interior, Ediciones La Uña Rota, 2020.[17]
- Solo te hace falta morir en la plaza, Ediciones La Uña Rota, 2021
- Kuxmmannsanta. Ediciones La Uña Rota, 2022
- Los inspectores de linoleos viejos. Ediciones La Uña Rota, 2023
- Vudú (3318) Blixen, Ediciones La Uña Rota, 2024
- Caridad, Ediciones La Uña Rota, 2024
- Dämon. El funeral de Bergman, La uña rota, 2024

### Poesía
- Los deseos en Amherst, Ediciones Trashumantes, 2008
- Una costilla sobre la mesa, Ediciones La Uña Rota, 2018
- Veo una vara de almendro, veo una olla que hierve, Ediciones La Uña Rota, 2021
- Los barcos hundidos que te visitan, ediciones La Uña Rota, 2023

## Premios
- Premio Ciudad de Alcorcón por Greta quiere suicidarse
- X Certamen de Relatos Imágenes de Mujer del Ayuntamiento de León por el cuento Camisones para morir
- Premio de Dramaturgia Innovadora Casa de América 2003 por Nubila Wahlheim
- Premio SGAE de Teatro 2004 por Mi relación con la comida
- Premio Ojo Crítico Segundo Milenio 2005 en reconocimiento de su trayectoria
- Premio Notodo del Público al Mejor Espectáculo 2007 por Perro muerto en tintorería: los fuertes
- Premios Valle Inclán de Teatro (2007), por El año de Ricardo
- Accésit del Premio Lope de Vega 2007 por Belgrado
- Premio Sebatiá Gasch de Artes Parateatrales 2011
- Nominación para el Premio Europa Nuevas Realidades Teatrales 2011
- Premio Nacional de Literatura Dramática 2012 por La casa de la fuerza
- León de plata de la Bienal de Teatro de Venecia 2013
- Premio Leteo 2016
- Premio de la crítica de Cataluña 2020 al mejor espectáculo internacional por The Scarlett Letter
- Nominada a los premios Ubu al mejor espectáculo extranjero presentado en Italia en 2022, por Liebestod.
- Premio Time Out 2023
- Premio UBU por CARIDAD al mejor espectáculo presentado en Italia en 2023
- Premio de la crítica de Cataluña 2024 al mejor espectáculo Vudú (Blixen 3318)

.  Premio del sindicato de la crítica francesa al mejor espectáculo extranjero estrenado en Francia en 2024, DÄMON, EL FUNERAL DE BERGMAN, obra con la que inauguró el Festival de Aviñón 2024 en La Cour d’Honneur.